# Austrália Setentrional
A Austrália do Norte ser refere a um antigo território, a uma ex-colônia e a um estado sugerido que substituiria o atual Território do Norte.

## Colônia (1846-1847)
A colônia denominada Norte da Austrália existiu brevemente após ser autorizada pela carta-patente de 17 de fevereiro de 1846. Compreendia todo o Território do Norte e o atual estado de Queensland. Sua capital era Port Curtis, atual cidade de Gladstone, e a administração pública ficou a cargo do coronel George Barney como vice-governador e superintendente. Charles Augustus FitzRoy, governador de Nova Gales do Sul, era governador da colônia. A carta-patente que estabeleceu a colônia foi revogada em dezembro do mesmo ano, após uma mudança no governo do Reino Unido. Mesmo assim, a notícia só chegou ao coronel Barney em 15 de abril de 1847. A colônia foi planejada para ser uma nova colônia penal, após o término da deportação de presos para a Austrália nos primeiros anos de colonização britânica.

## Território (1927-1931)
Norte da Austrália também foi a denominação de um breve território do país. Em 1° de fevereiro de 1927, o Território do Norte foi dividido em dois: Norte da Austrália e Centro da Austrália. Em 12 de junho de 1931, os dois territórios foram reunidos como Território do Norte. A legislação que separou a região foi o 'North Australia Act, de 1926.

## Estado sugerido
Norte da Austrália também é a denominação sugerida para o Território do Norte, caso este se transforme num estado da Austrália.